# Великолиственский сельский совет (Городнянский район)
Великолиственский сельский совет (укр. Великолиственська сільська рада) — входит в состав
Городнянского района
Черниговской области
Украины.
Административный центр сельского совета находится в 
с. Великий Листвен
.

## Населённые пункты совета
- с. Великий Листвен